# Memorial da inspeção do Presidente Mao na Comuna do Parque Norte
O Memorial da Inspeção do Presidente Mao na Comuna do Parque Norte (em chinês:  毛主席视察北园公社纪念地, transl. Máo zhǔxí shìchá běi yuán gōngshè jìniàn de) é um local histórico na cidade de Jinan, em Shandong, na China. O memorial comemora uma visita de inspeção de Mao Tsé-tung em 9 de agosto de 1958, durante uma viagem às províncias de Hebei e Henan. O objetivo do passeio era promover a ideia da Comuna Popular. Durante esta visita, Mao fez a declaração "As Comunas Populares são boas" (chinês: 人民公社好, pinyin: Rénmín gōngshè hǎo) que desencadeou a colectivização no Grande Salto em Frente. A Comuna do Parque Norte (Beiyuan) foi organizada em 20 de agosto de 1958, alguns dias após a visita de Mao, como a primeira Comuna Popular em Shandong.
O local está localizado nas dependências da Escola de Ensino Fundamental do Parque Norte (北园中学) na vila de Shuitun (水屯村), no distrito de Tianqiao. Consiste em uma estátua maior que o tamanho natural de Mao Tsé-tung posicionada em frente a uma inscrição com sua observação ("As Comunas Populares são boas"). Foi inscrito como um sítio histórico protegido pela província de Shandong em dezembro de 1977 (número do sítio 1-01).